# Lupinus subhamatus
Lupinus subhamatus är en ärtväxtart som beskrevs av Charles Piper Smith. Lupinus subhamatus ingår i släktet lupiner, och familjen ärtväxter. Inga underarter finns listade i Catalogue of Life.